# Breaking Benjamin
Breaking Benjamin este o formație rock americană din Wilkes-Barre, Pennsylvania, înființată în 1999 de cântărețul și chitaristul Benjamin Burnley și de bateristul Jeremy Hummel. Prima oara, trupa a inclus, de asemenea, chitaristul Aaron Fink și basistul Mark Klepaski. Această serie a lansat două albume, Saturate (2002) și We Are Not Alone (2004), înainte ca Hummel să fie înlocuit de Chad Szeliga în 2005. Trupa a lansat două albume de studio, Phobia (2006) și Dear Agony (2009) o hiatus prelungit la începutul anului 2010 ca urmare a bolilor recurente ale lui Burnley.
Eliberarea unui album de compilație în  mijlocul închiderii  Shallow Bay: The Best of Breaking Benjamin (2011), neautorizat de Burnley, a provocat probleme legale în cadrul trupei, ceea ce a dus la înlăturarea lui Fink și Klepaski. Szeliga a anunțat mai târziu plecarea sa în 2013, invocând diferențe creative. Burnley a rămas unicul membru al trupei până la sfârșitul anului 2014, când a fost anunțată formația curentă, printre care vocalistul basist și susținător Aaron Bruch, chitaristul și vocalistul Keith Wallen, chitaristul Jasen Rauch și toboșarul Shaun Foist. Trupa a lansat apoi albumul Dark Before Dawn în 2015 și Ember în 2018.
În ciuda schimbărilor semnificative ale gamei, stilul muzical al trupei și conținutul liric au rămas consecvente, Burnley fiind principalul compozitor și vocalist de la începutul trupei. Trupa a fost frecvent remarcată pentru tendințele formale ale rock-ului hard cu versuri greoaie, coruri umflate și chitare "chinuitoare". Numai în Statele Unite, trupa a vândut peste 7 milioane de unități [1] și a produs trei înregistrări de platină certificate de RIAA, două înregistrări de aur și mai multe single-uri certificate, inclusiv două platină, două platină și cinci aur. Trupa a produs, de asemenea, o singură înregistrare pe Billboard 200.

## Istoricul albumelor
- Saturate (1998-2003)
- We Are Not Alone( 2003 - 2005 )
- Phobia (2005–2007)
- Dear Agony (2009–2010)
- Shallow Bay (2010–2013)
- Dark Before Dawn (2014–2016)
- Ember (2017-2018)
- Aurora (2019–2022)
- TBA (2024 - present)

## Formarea și Saturate (1998-2003)
Benjamin Burnley a fost inițial într-o trupă numită Breaking Benjamin în 1998, care a interpretat "muzică mai moale", cum ar fi Weezer și The Beatles, și nu a fost "nimic asemănător" Numele provine dintr-un incident în care Burnley a rupt un microfon împrumutat, determinându-i proprietarul să-l repună: "Mulțumită lui Benjamin că mi-am rupt micul meu nenorocit." Această bandă a inclus chitaristul Aaron Fink, basistul Nick Hoover și bateristul Chris Lightcap, dar curând s-a despărțit când Burnley s-a mutat în California. După ce s-a întors în Pennsylvania cu bateristul Jeremy Hummel, Burnley a format Planul 9, care include și basistul Jason Davoli. Planul 9, o referință la Planul 9 din spațiul cosmic, a fost denumit în mod continuu "Planet 9", prin urmare grupul a recuperat numele Breaking Benjamin din trupa anterioară, deoarece Burnley avea încă autocolante promoționale cu acest nume.
Primele trei piese au câștigat atenția atunci când Freddie Fabbri, un DJ pentru postul de radio activ WBSX, a pus piesa grupului "Polyamorous" în rotație. După ce a devenit piesa numărul unu cerut pe stație, Fabbri a finanțat înregistrarea EP-ului eponim al grupului, care a vândut toate cele 2.000 de exemplare tipărite în 2001. Jonathan "Bug" Price a fost creditat pe bas, înlocuindu-l pe Davoli. După ce au crescut nemulțumiți de trupa anterioară, fostul coleg Aaron Fink și basistul Mark Klepaski s-au alăturat lui Breaking Benjamin. La începutul anului 2002, peste o duzină de companii de discuri au vizitat o expoziție de două nopți în care a jucat Breaking Benjamin, iar grupul a fost ulterior semnat cu Hollywood Records. La scurt timp după aceea, Breaking Benjamin a început să înregistreze primul lor album de lungă durată, Saturate, care a fost lansat pe 7 august 2002 și produs de Ulrich Wild. A atins punctul culminant la numărul 136 pe Billboard 200 și a fost ulterior certificată cu aur la 25 septembrie 2015.  La începutul anului 2003, Breaking Benjamin a participat la Jägermeister Music Tour, [12] apoi a făcut un turneu ca un act de sprijin pentru Godsmack. 
De la micul mesaj mediatizat, Saturate a primit o recepție pozitivă, cu Jason Taylor de la AllMusic afirmând că  albumul "are un potențial serios de a deveni unul dintre cele mai de succes debuturi din 2002", simțindu-se  că "deși este repetitiv și generic, este incontestabil dependență" , înregistrând în final albumul 2.5 din 5.  Discul a primit o recenzie favorabilă de la Vin Cherubino de la Schwegweb, care a remarcat: "Muzica are la fel de multă calitate ca orice artist popular din același gen. Influențele de la trupe precum Tool pot fi auzite, făcând muzica să pară atât de familiară și plăcută . "

## We Are Not Alone( 2003 - 2005 )
Breaking Benjamin sa întors la studio în octombrie 2003 cu producătorul David Bendeth pentru efortul lor de al doilea sfert, "We Are Not Alone". [16] De asemenea, Burnley a lucrat cu Billy Corgan la The Smashing Pumpkins, pe parcursul a șase zile în decembrie 2003, pentru a scrie melodiile "Rain", "Forget It" și "Follow". În ciuda faptului că inițial a fost nervos, Burnley a simțit că este unul dintre punctele forte ale carierei sale.
Breaking Benjamin interpretând la Târgul de Stat din Minnesota pe 25 august 2005.
Albumul a fost lansat pe 29 iunie 2004 [16] și a vândut 48.000 de exemplare în prima sa săptămână, [18] atingând numărul 20 pe Billboard 200. [10] Ulterior a fost certificată aur la 21 octombrie 2004, apoi platină la 13 iunie 2005. [11] De asemenea, a fost certificată aurul în Noua Zeelandă pe 29 august 2005. [19] Recordul include single-uri precum "So cold" și "Sooner or Later", ambele care au atins punctul culminant la No. 2 în graficul Mainstream Rock Songs. [20] "So cold" a devenit un platinum unic la 25 septembrie 2015. [11] Scriitorul MTV, Jon Wiederhorn, scrie că succesul comercial inițial al albumului poate fi atribuit unui tur cu două săptămâni înainte de debutul albumului, care "a generat buzunare pre-release". [17] Mai târziu, aceștia au fost împreună cu un turneu cu Evanescence, Seether și Three Days Grace. [21]
We Are Not Alone a obținut recenzii mixte. Acesta a fost întâmpinat cu mare recunoștință de la Colin Moriarty de la IGN, care sa simțit "extrem de mulțumit", spunând "în siguranță și cu încredere" că "ar putea fi albumul meu personal preferat al anului", oferindu-i un scor de 9,3 din 10. [ ] În schimb, exclamă! scriitorul Amber Authier a simțit că: "La prima ascultare, pur și simplu sunetul generic nu a făcut nimic pentru mine", deși mai târziu a recunoscut, "am ascultat Breaking Benjamin de câteva ori într-o săptămână și câteva elemente ale discului au început să crească asupra mea, pe mine." Scriitorul a concluzionat: "Breaking Benjamin a creat pentru ei înșiși un standard de calitate pe care nu l-au putut întâlni pe întregul disc". [23]
Pe data de 3 noiembrie 2004, a fost lansat un single non-album numit "Blow Me Away", spre succesul comercial, care va avea loc pe 24 noiembrie 2015. [11] Pe 23 noiembrie 2004, Breaking Benjamin a lansat versiunea "So Cold EP", care include versiuni live ale melodiilor "Away" și "Breakdown", o versiune acustică live a filmului "So Cold" și înregistrări sonore de studio ale filmului "Blow Me Away" "Lady Bug". [24]
La sfârșitul anului 2005, tobosarul Hummel a intentat un proces federal împotriva lui Breaking Benjamin. Potrivit procesului, Hummel a solicitat la începutul acelui an să ia un concediu de paternitate pentru a fi cu soția sa la nașterea primului lor copil, la care toți membrii trupei au convenit și l-au angajat pe Kevin Soffera ca înlocuitor temporar pe tobe. Cu toate acestea, Burnley la sunat mai târziu pe Hummel și la terminat, citând chestiuni legate de chimie. În cadrul procesului, Hummel a susținut încetarea nelegală și lipsa de compensație pentru profiturile acumulate de We Are Not Alone și alte piese non-album care au apărut în Halo 2 și National Treasure: Book of Secrets. Directorul trupei, Larry Mazer (care a fost numit și în proces), a afirmat că procesul a fost "absolut frivol", iar încheierea lui nu avea "nimic de-a face cu concediul de paternitate". Mazer a spus că trupa nu a primit nici o plată pentru apariția Halo 2, adăugând că piesa a fost inclusă din motive promoționale, iar Burnley a fost fericit să o aibă în jocul video. Trupa a primit o plată minimă pentru apariția National Treasure 2, iar Mazer a declarat că altfel, "[Hummel] este 100% curent" [25] Ben "B.C." Va fi servit ca baterist pentru trupa [4], iar mai târziu au concertat cu 3 Doors Down și Staind în noiembrie 2005. [26] Procesul a fost soluționat pentru o sumă nedivulgată în aprilie 2006. [4]

## Phobia (2005–2007)
După plecarea lui Jeremy Hummel, Breaking Benjamin a audiat cincisprezece drummere, despre care Chad Szeliga și-a demonstrat capacitatea de interpret de scenografie și faptul că a avut "abilități  serioase de rezolvare a problemelor", conform lui Burnley. Următorul album al grupului, Phobia, a fost din nou produs de Bendeth și a fost primul care a fost înregistrat împreună cu Szeliga. [28] Conceptul albumului este dedicat diferitelor fobii ale lui Burnley. Coperta albumului descrie un om înaripat suspendat pe o pistă, care reprezintă frica cântăreței de a zbura. [5] Burnley suferă, de asemenea, de anxietate cu moartea, de teamă de întuneric, de anxietate de conducere [29] și de hipocondriză. Burnley citează teama lui de a zbura, ca de ce nu a făcut în străinătate, spunând: "Voi merge cât o barcă mă va lua", deși în momentul în care eticheta de discuri a trupei nu a facilitat călătoria cu barca. Fobia "Intro" și "Outro" prezintă efecte sonore ale unui interfon de la aeroport, turbulențelor avioanelor, ușilor mașinilor și panicii mulțimii. [30]
Phobia a fost lansată pe 8 august 2006 la succes comercial. Albumul a vândut mai mult de 131.000 de exemplare în  prima săptămână de vânzări [31] și a atins punctul 2 în Billboard 200. [10] Aurul a intrat pe 8 noiembrie 2006, apoi platina pe 21 mai 2009. [11] Singurul său single, "Jurnalul lui Jane", a atins punctul culminant la numărul 2 în clasamentul Mainstream Rock Songs [32] și a fost cel mai rapid single adăugat la playlisturile de radio din istoria Hollywood Records [4], ulterior primind o certificare dublă de platină pe 24 noiembrie 2015. [11] "Breath", cel de-al doilea singur single, a petrecut șapte săptămâni la locul 1 pe Mainstream Rock Songs [4] și a intrat în platină pe 24 noiembrie 2015. [11] Cel de-al treilea single, "Până la sfârșit", a atins punctul maxim 6 la același grafic [32] și a devenit un singur aur la 11 februarie 2014. [11]
În februarie 2007, în sprijinul fobiei, AXS TV (cunoscută apoi ca HDNet) a difuzat un concert de o oră Breaking Benjamin de la Stabler Arena din Betleem, Pennsylvania. Înregistrarea emisiunii a fost inclusă pe DVD-ul Phobia redat în aprilie, facturat ca "The Homecoming". [33] [34] A fost creat un videoclip muzical pentru "Breath", care a fost realizat din imagini ale spectacolului cântecului de la spectacol. [34] Breaking Benjamin a urmat turneele de primăvară și de toamnă, împreună cu Three Days Grace, însoțite de Puddle of Mudd în timpul turneului de primăvară [35] și Seether, Skillet și Red în timpul călătoriei de toamnă.
Fobia a primit o recepție critică mixtă. A primit o laudă pentru compoziția și muzicalitatea generală, dar a primit critici pentru lipsa de originalitate. Corey Apar de la AllMusic a găsit albumul "nimic dacă nu este consecvent" și, în general, în ceea ce privește discul cu sentimente pozitive, a remarcat o lipsă de distincție față de "restul pachetului post-grunge / altmetal", în afară de "un anumit farmec" [28]. IGN Spence D. a dat discului o revizuire negativă, citând tediul și lipsa de distincție vocală, simțindu-se că "intersecția grupului de hard rock și emoționalizare introspecție" nu este "un lucru rău, dar nu este o operă memorabilă sau de pământ, (37) Cu toate acestea, scriitorul a lăudat muzicienele lui Fink, Klepaski și Szeliga, dând în final albumului un scor de 5,7 din 10. [37] Entertainment Weekly a clasat albumul C + și a remarcat temele sale agresive, spunând: "pe măsură ce durerea patologică merge, este bine făcută, cu coruri expansive și riffuri epice - nu asta contează atunci când, și oricum. "[38]

## Dear Agony (2009–2010)
Breaking Benjamin a început să lucreze la un al patrulea album, intitulat "Dear Agony", în 2009. A fost primul album pe care Burnley la scris în timp ce era complet sobru. În 2007, Burnley a suferit oboseală și fosfene după trei zile consecutive, fără somn și băutură grea, după care a decis să rămână treaz. [40] Burnley a recunoscut o mai mare claritate și coerență în cadrul dragostei agoniuni datorită stării de sentimente. [41] Coperta albumului prezintă scanarea cerebrală a lui Burnley, reprezentând temele recurente despre dragostea agonie legată de bolile cronice ale cântărețului cauzate de consumul de alcool [39].Coperta albumului prezintă scanarea cerebrală a lui Burnley, reprezentând temele recurente despre dragostea agonie legată de bolile cronice ale cântărețului cauzate de consumul de alcool [39].
Burnley a colaborat cu chitaristul de atunci, l trupei Red Jasen Rauch, pe diverse melodii pentru Dear Agony: cei doi au scris împreună melodiile "Without You" și "Hopeless", iar Rauch a scris "out of" pentru "I Will Not Bow" Out“. [42] Burnley a spus despre colaborare: "Îmi place să scriu cu el pentru că face lucruri exact așa cum aș fi făcut", adăugând, "în scris, suntem ca și aceeași persoană" [42].Burnley a spus despre colaborare: "Îmi place să scriu cu el pentru că face lucruri exact așa cum aș fi făcut", adăugând, "în scris, suntem ca și aceeași persoană" [42].
Dragă Agony a fost lansat pe 9 septembrie 2009 și a atins punctul 4 la Billboard 200. [10] Discul inițial a depășit predecesorul său în prima sa săptămână, deplasând mai mult de 134.000 de exemplare. [31] În cele din urmă a obținut certificarea aurului la 16 februarie 2010. [11] Singurul album al albumului, "I Will Not Bow", a ajuns pe locul 1 pe graficul Mainstream Rock Songs [32] și a intrat în platină pe 24 noiembrie 2015. [11] Celelalte două single-uri, "Lights Out" și "Give Me a Sign", au ajuns la numărul 9 [43] și, respectiv, 6 [44] în graficul Mainstream Rock Songs în 24 noiembrie 2015. [11]în 24 noiembrie 2015. [11]
Breaking Benjamin a susținut albumul în ianuarie și februarie 2010 cu Three Days Grace și Flyleaf, apoi cu Red, Chevelle și Thousand Foot Krutch în martie 2010. [46] În aprilie, Breaking Benjamin a început să concerteze cu Nickelback, Shinedown și Puppies Sick pe turneul lor cu căi întunecate. Înainte de ultimul spectacol al turneului Dark Horse, Burnley a declarat că era bolnav și, prin urmare, nu mai putea să viziteze albumul, punând trupa pe hiatus. După ce zvonurile pe internet au început  să circule că trupa sa destrămat, Burnley a lansat o declarație "oficial, permițând tuturor să știe că Breaking Benjamin nu sa despărțit." [4]
Dragă Agony a primit o recepție critică mixtă. AllMusic's James Monger a dat albumului o revizuire pozitivă, afirmând că "se simte foarte mult ca primele trei", observând o consistență care "seamănă cu o mașină bine lubrifiată". [48] Discul a primit o revizuire negativă de la Consecința lui Alex's Sound Young, care sa plâns de supra-producție și natura vindecătoare a discului de către producătorul Breaking Benjamin de trei ori David Bendeth: "Draga agonie este efectul secundar nefericit al unei tendințe în lumea" producătorului "lui David Bendeth, de formare a cimpanzeilor sălbatici pentru a fi mai gustos în timp ce manipula argintărie ", dând în cele din urmă o înregistrare de o jumătate de stea" pentru a învăța pe colegii lui Breaking Benjamin care nu să angajeze pentru credit de producție. "[49] Despre Entertainment a dat recordului o revizuire mixtă, singurele descoperiri ale fobiei, draga agonie are momentele sale ", adaugă," frustrant, draga agonie nu ajunge niciodată în măreție, se stabilește pentru o admirabilă competență care este totuși invidia multor contemporani "[50].

## Hiatus si Shallow Bay (2010–2013)
În martie 2010, Hollywood Records a solicitat ca trupa să producă două noi înregistrări principale și un album cu cele mai mari hituri și a solicitat permisiunea de a lansa o nouă versiune a melodiei "Blow Me Away" cu concursul Sydnee Duran din Valora. În mai 2011, Fink și Klepaski au acordat cererile companiei de înregistrări după ce li sa oferit o plată de 100 000 USD. [51] Burnley, susținând că Fink și Klepaski au acționat unilateral atât pe remixul de cântece, cât și pe albumul de compilație, nu l-au informat sau pe conducerea trupei, au concediat cei doi prin e-mail, cerând cel puțin 250.000 de dolari în taxe punitive și daune compensatorii, la numele Breaking Benjamin. [51] Procurorii Fink și Klepaski au afirmat că cei doi "dispută și deniesc cu strictețe" afirmațiile lui Burnley, afirmând că un acord din ianuarie 2009 (care îi permite lui Burnley să le concedieze pentru "cauza justă") nu mai era valabil din cauza statutului cântărețului de hiatus nedefinit. ] Cazul a fost dispus de un judecător la arbitraj. [51] Avocatul lui Burnley, Brian Caplan, a declarat pentru Associated Press: "Relația dintre dl. Burnley și ceilalți doi membri ai trupei sa încheiat ... Domnul Burnley intenționează să avanseze folosind numele Breaking Benjamin și trupa va continua. pur și simplu nu va continua în configurația sa anterioară. Nu se retrage. "[52]
În august 2011, Hollywood Records a programat lansarea albumului "Shallow Bay: Cel mai bun album al lui Breaking Benjamin", care conține fiecare catalog din trupă, inclusiv remixul "Blow Me Away". [53] A fost lansată o ediție de două discuri de-a lungul ei, al doilea disc conținând versiuni modificate ale versiunilor b-sides și rarities. [53] Burnley sa opus în mod public lansării albumului, spunând că conținutul a fost modificat fără consimțământul lui și că nu și-a respectat standardele. [53] Burnley a elaborat mai târziu, spunând că raritățile au fost scoase de pe laptopul său fără consimțământul lui și au fost destinate referinței în studio și nu publicării, ci că era altfel mulțumit de piesele anterioare lansate pe Shallow Bay. Albumul a fost lansat pe data de 16 august 2011 și a atins punctul 22 la Billboard 200, toppingând și graficul Hard Rock Album în 2011, 2012 și 2013. [55] Discul a primit recepție critică pozitivă. Krișna Jetti, troianul zilnic, la lăudat pentru echilibru și pentru o istorie retrospectivă progresivă [56]. Gregory Heaney de la AllMusic sa simțit asemănător, spunând: "Shallow Bay este un punct de pornire excelent pentru fanii noștri, capturând trupa la înălțime, oferindu-i unele dintre cele mai bune momente într-un singur pachet convenabil. amintirea unui punct crucial de cotitură în cariera lui Breaking Benjamin. "[55]
În aprilie 2013, Burnley a anunțat că disputa cu Fink și Klepaski a fost rezolvată și că își va păstra dreptul de a continua trupa sub numele de Breaking Benjamin. Trei zile mai târziu, Szeliga și-a anunțat plecarea, citând diferențe creative. [58]

## Întoarcerea și Dark Before Dawn (2014–2016)
În august 2014, Breaking Benjamin a anunțat prin intermediul Facebook că trupa sa reformat ca și cvintet, cu excepția lui Burnley, toți noii membri, printre care: co-scriitorul Dragos Agony, Jasen Rauch (chitara, inițial din Red); Keith Wallen (vocale de chitară și de sprijin, originale din calea Adelitas); Aaron Bruch (voce bas și spate); și Shaun Foist (tobe, originale din Picture Me Broken). [59] Burnley a spus despre componenta: "Toată lumea care este în trupă acum este în mod deliberat selectată", menționând că "Keith [Wallen] și Aaron [Bruch] sunt cu adevărat uimitori cântăreți. Pe 18 martie 2015, un nou single intitulat "Failure", precum și un nou album, Dark Before Dawn, au fost anunțate pentru lansare pe 23 martie și 23 iunie, respectiv.Pe 18 martie 2015, un nou single intitulat "Failure", precum și un nou album, Dark Before Dawn, au fost anunțate pentru lansare pe 23 martie și 23 iunie, respectiv.
Noua serie a debutat cu spectacole acustice la sfârșitul anului 2014, apoi a mers pe un turneu de iarnă cu patru locuri în nord-estul Statelor Unite [62]. Trupa a anunțat apoi data de 2015 de primăvară, [62] de vară, [63] și de toamnă [64], sprijinite de trupe precum Young Guns [62] [63] și Starset. În iulie 2015, formația și-a anunțat primul spectacol de peste mări, în care au susținut un loc de croazieră de patru zile în februarie 2016, alături de Yngwie Malmsteen, Zakk Wylde, Flyleaf și colab. Trupa a jucat, de asemenea, pe un turneu comun cu Shinedown, în octombrie și noiembrie, împreună cu Sevendust [66] și a jucat mai departe în afara Statelor Unite, în iunie 2016, în locuri precum Festivalul Download în Regatul Unit, Rock am Ring în Germania, [68] și Nova Rock în Austria. [69]Rock am Ring în Germania, [68] și Nova Rock în Austria. [69]
Burnley a explicat că scrierea pentru Dark Before Dawn a fost intermitentă și fragmentară, care a avut loc în timpul întreruperii, deși a fost spre sfârșitul perioadei de hiatus în 2013, când a devenit coezivă [40]. După ce a devenit frustrat de lipsa de răspunsuri cu privire la starea lui de sănătate, Burnley a decis să renunțe la căutarea unui diagnostic și să se concentreze asupra albumului. Înregistrată și produsă într-un studio personal al lui Burnley's, [71] Dark Before Dawn este primul album cu omul din față creat ca producător. Cântăreața a declarat că "aș spune că am făcut aceeași cantitate de producție pe acest album pe care l-am făcut și pe alte albume, nu mi-am spus niciodată numele", adăugând: "Știi, nu fac ceva diferit de aici decât în trecut. De ce nu ar trebui să știu că o fac? "[În decurs de o oră de disponibilitate înaintea comenzii, Dark Before Dawn a atins numărul 1 pe albumul rock album pe iTunes și pe locul 3 în albumul general al albumului. În prima sa săptămână, a vândut 135.000 de unități pure de album și 141.000 de unități de album echivalente, debutând pe locul 1 pe Billboard 200, făcând albumul cel mai mare efort de vânzări al grupului până acum. A obținut certificarea de aur la 18 august 2016. [75] Singurul "Eșec" al discului a petrecut nouă săptămâni la numărul 1 în graficul Mainstream Rock Songs [76]. Billboard, Jason Lipshutz, a considerat că succesul albumului a fost "sprancenesc", menționând că, în plus față de schimbarea trupei, "135.000 în vânzările de albume pure sunt un număr sălbatic în 2015 - este un număr mai mare decât artele respective ale recentei Madonna, ASAP Rocky și albumele lui Kelly Clarkson. "[77] Joe DeTomaso, director de program al postului rock activ WAQX-FM, a adăugat că "ei au fost întotdeauna o bandă de nivel superior pentru format, dar nu chiar pe nivelul Disturbed sau Shinedown sau a unor astfel de trupe. au înregistrat hit-uri fără să obțină recunoașterea pe care au meritat-o. "[77] Hugh McIntyre de la Forbes scrie că 75.000 de exemplare ale lui Tori Kelly" pun perspectivele lui Breaking Benjamin "și că, în ciuda unei" se pare că fanii așteaptă revenirea lor cu brațele deschise. "[78]
Albumul a fost întâmpinat cu recepție critică pozitivă, mulți critici lăudând albumul pentru a rămâne fideli sunetului grupului, deși alții l-au criticat pentru că sună prea asemănător cu materialul anterior. Dan Marsicano de la Entertainment a declarat: "Burnley ar fi putut să-și facă din creație doar o altă doză din prostiile care se aud pe fiecare post de radio din lume. În schimb, Breaking Benjamin abia se abate de la blocajele hooky prezente pe Dragă Agony ". În schimb, James Monger de la AllMusic a simțit că" este greu să ascunzi faptul că majoritatea acestor cântece sunt aproape interschimbabile cu materialul mai vechi al trupei "[79] Jeremy Borjon al lui Revolver a simțit că" adevărata forță a muzicii devine aparentă prin ascultări mai profunde și mai repetate, cântecele, la suprafață, au tendința de a se amesteca unul în altul ".

## Ember și Aurora (2017– 2022 )
În august 2017, în timp ce mergeau încă în spatele Dark In Dawn și al doilea turneu în Europa, Burnley și Foist au dezvăluit într-un interviu că al șaselea album de studio al trupei a fost înregistrat și trimis la eticheta lor de discuri, cu data lansării în așteptarea feedback-ului etichetării . Ei, de asemenea, au confirmat faptul că au date de turnee aliniate mergând în 2018.  Pe 21 octombrie 2017, Burnley a dezvăluit într-un interviu cu KFMA că noul album va avea titlul Ember. Rauch a comentat că albumul împinge granițele cu materiale mai grele decât trupa a făcut în trecut. El a spus ca este „cel mai dificil album” și că a profitat de dinamica celor trei chitare, însă a reiterat sentimentele că albumul nu se va îndepărta de sunetul stabilit de Breaking Benjamin. Burnley a explicat că a existat o cerere pentru materiale mai grele de la fani și că grupul a fost fericit să reflecte acest lucru. Dancerul și actorul Derek Hough (care anterior a acoperit "Ashes of Eden" într-un videoclip muzical coregrafic) are o apariție pe album, spunând că ocazia a fost "un vis devenit realitate" și dezvăluind că albumul va fi lansat în 2018. În decembrie 2017, albumul și singurul său single "Red Cold River" au fost anunțate pentru lansare în primăvară și respectiv 5 ianuarie 2018. Al doilea cântec intitulat " Feed the Wolf " a fost lansat pe 26 ianuarie împreună cu pre-comanda albumului Ember. Pe data de 22 februarie un al treilea cântec intitulat " Blood " a fost lansat. Pe 23 martie al patrulea cântec intitulat " Psycho " a fost lansat. Pe 6 aprilie un al cincilea cântec intitulat " Save Yourself a fost lansat ". Ember a fost lansat pe 13 aprilie 2018 impreuna cu al doilea single " Torin In Two ". Pe 14 decembrie, al treilea single " Tourniquet " impreuna cu un clip video. Intr-un interviu, Burnley a declarat ca in 2019 va fi un album de interpretari acustice ale melodiilor din trecut. Burnley a confirmat in timpul unui interviu radio ca noul album acustic va avea colaborari de la Red,Underoath,Saint Asonia, Lacey Sturm si Cold. Pe 28 octombrie 2019, trupa a anuntat albumul " Aurora " prin paginile lor de socializare, cu data de lansare 24 Ianuarie 2020 cat si turnee impreuna cu trupa Korn. La inceputul lui 2020, trupa anunta alte concerte cu trupele " Theory Of A Deadman " si " Bush ". Din pacate concertele sunt anulate din cauza pandemiei Covid-19.

## Al 7-lea album ( 2022 - prezent )
In timpul unui concert din primavara lui 2022,solistul Benjamin Burnley a anuntat ca trupa lucreaza la al saptelea album. Într-un interviu din mai 2023, Jasen Rauch a declarat că trupa scrie la noul album „de puțin peste un an”. În iulie 2023, Keith Wallen a confirmat că trupa lucrează la muzică nouă și că o lansare ar putea avea loc într-un an. Pe 16 Octombrie 2024, trupa lanseaza primul single dupa mult timp intitulat " Awaken ".

## Membri
Membri actuali
- Benjamin Burnley – vocal, chitară ritmică (1998–prezent )
- Jasen Rauch – chitară solo,corzi,programator (2014–prezent)
- Keith Wallen - chitară ritmică,baking vocal ( 2014 - prezent )
- Aaron Bruch - chitară bas,baking vocal ( 2014 - prezent )
- Shaun Foist - baterie,percuție ,programator ( 2014 - prezent )

Foști membri
- Nicholaus Hoover – chitară bas (1998)
- Chris Lightcap – baterie, percuție (1998)
- Andy Seal (Plan  9) - chitară bas (1999)
- Jason Davoli (Plan  9) – chitară bas (2000)
- Jonathan "Bug" Price – chitară bas, back vocal (2001)
- Jeremy Hummel – baterie, percuție (1999–2004)
- Aaron Fink – chitară, backvocal (1998; 2001–2011)
- Mark Klepaski – chitară bas (2001–2011)
- Chad Szeliga – baterie, percuție (2005–2013)

Membri de turnee
- Kevin Soffera – baterie, percuție (2004)
- Ben "BC" Vaught – baterie, percuție (2004–2005)
- Mike Warren – chitară solo (2018)

## Discografie

### Albume
- Saturate (2002)
- We Are Not Alone (2004)
- Phobia (2006)
- Dear Agony  (2009)
- Dark Before Dawn (2015)
- Ember ( 2018 )

## Videografie
Breaking Benjamin a produs 14 videoclipuri:
- Polyamorous
- So Cold
- Sooner or Later
- The Diary of Jane
- Breath
- I Will Not Bow
- Give Me a Sign
- Failure
- Angels Fall
- Ashes of Eden
- Never Again
- Red Cold River
- Torn In Two
- Tourniquet
- Far Away
- Dear Agony
- Awaken